# Wat Hosian Voravihane
Wat Hosian Voravihane lub Wat Hua Xiang – laotańska świątynia buddyjska, która znajduje się w Luang Prabang.

## Opis
W świątyni szkoli się śramanerów. W budynku znajdują się malowidła ścienne przedstawiające poprzednie wcielenia Buddy. Świątynia Wat Hosian Voravihane znajduje się na skrzyżowaniu dróg Photisalath i Kingkitsalat w Luang Prabang.